# 147 км
147 км — посёлок станции в Амурском районе Хабаровского края России. Входит в состав Санболинского сельского поселения.

## География
Посёлок станции находится в южной части Хабаровского края, в средней части района, в пределах Среднеамурской низменности, на железнодорожной линии между станциями Санболи и Нусхи.

## История
Посёлок возник при строительстве на железнодорожной линии Волочаевка II — Комсомольск-на-Амуре (дата открытия 1940 год).

## Население
| 2002 | 2010 | 2011 | 2012 | 2021 |
| ---- | ---- | ---- | ---- | ---- |
| 19   | ↘9   | →9   | →9   | ↘2   |

## Улицы
В населённом пункте имеется одна улица — Вокзальная.

## Инфраструктура
Путевое хозяйство. Действует остановочный пункт 148 км.